# Orléans Sund
Orléans Sund is een zeestraat in Nationaal park Noordoost-Groenland in het oosten van Groenland.

## Geografie
De zeestraat is noordwest-zuidoost georiënteerd en heeft een lengte van meer dan 40 kilometer. De zeestraat verbindt de baai Jøkelbugten in het westen met de Groenlandzee in het oosten.
Ten noordoosten van het water ligt het eiland Gamma Ø en ten zuiden het schiereiland Nordmarken.